# کیت اریکسون
کیت اریکسون (انگلیسی: Keith Erickson؛ زادهٔ ۱۹ آوریل ۱۹۴۴) یک بازیکن بسکتبال اهل ایالات متحده آمریکا است. از باشگاه‌هایی که در آن بازی کرده‌است می‌توان به فینکس سانز، لس‌آنجلس لیکرز، و شیکاگو بولز اشاره کرد.